# Luiz Fernando Goulart
Luiz Fernando Goulart (Rio de Janeiro, 1941) é um diretor e produtor de cinema brasileiro. Atuou nas origens do Cinema Novo no Brasil.

## Biografia
Luiz Fernando Goulart foi assistente de direção de vários diretores no filme Cinco Vezes Favela (1961), em Canalha em Crise (1963), de Miguel Borges, em Ganga Zumba (1963) e A Grande Cidade (1965), de Carlos Diegues e em Dezesperato (1967), de Sérgio Bernardes Filho.
Foi diretor de produção de Todas as Mulheres do Mundo (1966), de Domingos de Oliveira, A Opinião Pública (1967), de Arnaldo Jabor e Garota de Ipanema (1967), de Leon Hirszman.
Goulart esteve entre os produtores de Os Herdeiros (1969), de Cacá Diegues e produziu os episódios dirigidos por Alberto Salvá e Carlos Alberto Camuyrano de Como Vai, Vai Bem? (1968), produziu. Foi um dos fundadores do Cine Teatro Poeira, em Ipanema, produzindo Tem banana na banda, com atuação de Leila Diniz. 
No começo dos anos 1970, dirigiu curtas-metragens e, posteriormente, dirigiu duas produtoras: Alter Filmes e Terra Filmes. Foi ainda produtor-executivo de Cordão de Ouro (1977), de Antonio Carlos Fontoura e Chuvas de Verão, de Diegues.
Como diretor, realizou e roteirizou o longas-metragem Marília e Marina (1976), adaptado do poema Balada de duas mocinhas de Botafogo, de Vinicius de Moraes. Também dirige a adaptação da peça homônima de José Saffioti Filho, em A rainha do rádio (1979). Dirige o musical Tropclip em 1984.
Nos anos 1980, produz os longas documentários Os Anos JK - Uma Trajetória Política (1980) e Jango (1983), de Sílvio Tendler. Ingressa na televisão, como diretor de projetos especiais, séries e programas para a TV Educativa até meados dos anos 1990.
Escreve e dirige os documentários Angola - Cantos de guerra e liberdade (1989) e  Luiz Carlos e Lucy Barreto - Um amor de cinema (2000). É produtor-executivo de Mauá - O Imperador e o Rei (1999), de Sérgio Rezende. Em 2004, dirige o documentário Mestre Bimba – a capoeira iluminada.
Em 2017, dirige o filme Querido Embaixador, inspirado na vida do diplomata brasileiro Luiz Martins de Souza Dantas que "concedeu mais de mil vistos para o Brasil a judeus perseguidos pelo regime nazista" durante a Segunda Guerra Mundial.

## Filmografia
Direção
| Ano  | Filme                                          | Gênero          |
| ---- | ---------------------------------------------- | --------------- |
| 1976 | Marília e Marina                               | Drama erótico   |
| 1979 | A rainha do rádio                              | Drama           |
| 1984 | Tropclip                                       | Comédia Musical |
| 1989 | Angola - Cantos de guerra e liberdade          | Documentário    |
| 2000 | Luiz Carlos e Lucy Barreto - Um amor de cinema | Documentário    |
| 2005 | Mestre Bimba – a capoeira iluminada            | Documentário    |
| 2017 | Querido Embaixador                             | Drama           |

Produção
| Ano  | Filme                                |
| ---- | ------------------------------------ |
| 1963 | Ganga Zumba                          |
| 1967 | A Opinião Pública                    |
| 1971 | Os herdeiros                         |
| 1976 | Marília e Marina                     |
| 1977 | Cordão de Ouro                       |
| 1978 | Chuvas de Verão                      |
| 1980 | A rainha do rádio                    |
| 1980 | Os Anos JK - Uma Trajetória Política |
| 1983 | Jango                                |
| 1999 | Mauá - O Imperador e o Rei           |

Roteiro
| Ano  | Filme             |
| ---- | ----------------- |
| 1976 | Marília e Marina  |
| 1979 | A rainha do rádio |

## Premiações
Festival de Cinema de Brasília
| Ano  | Categoria      | Filme             | Resultado |
| ---- | -------------- | ----------------- | --------- |
| 1979 | Melhor roteiro | A rainha do rádio | Vencedor  |